# Francesco Maria Piave

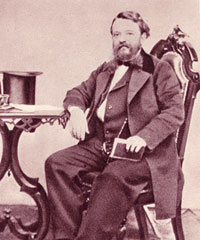
Francesco Maria Piave

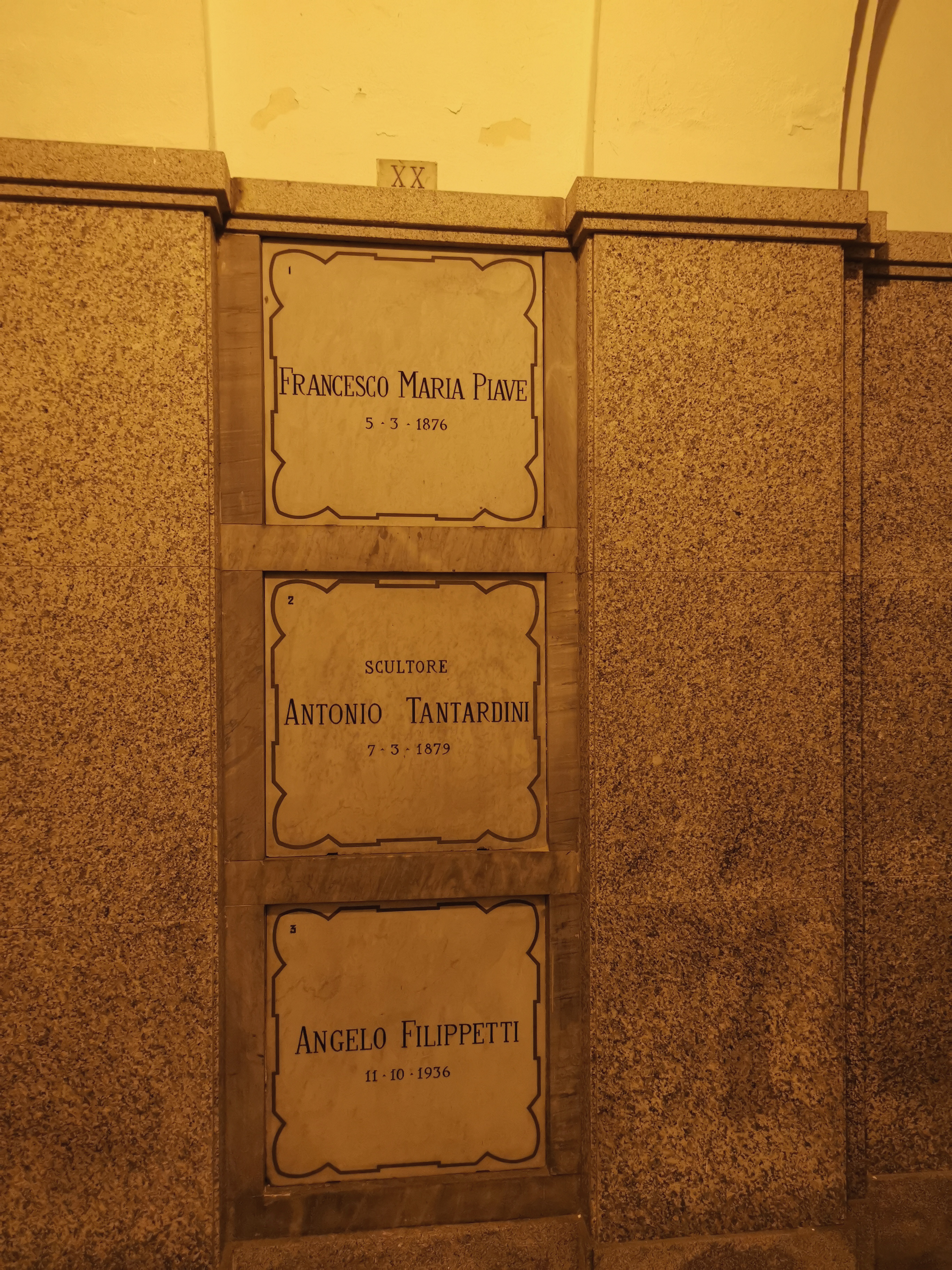
Grab auf dem Cimitero Monumentale Mailand

Francesco Maria Piave (* 18. Mai 1810 in Murano (heute zu Venedig); † 5. März 1876 in Mailand) war ein italienischer Librettist und Regisseur.

## Leben
Piave war von 1844 bis 1860 Regisseur (und damit auch Librettist) am Teatro La Fenice in Venedig und wechselte 1861 auf Empfehlung von Giuseppe Verdi an das Teatro alla Scala nach Mailand. 1867 erlitt er einen Schlaganfall und blieb bis an sein Lebensende gelähmt. Um ihn und seine Frau zu unterstützen, plante Verdi 1869 ein Album von 6 Romanzen mit Kompositionen von Daniel François Esprit Auber, Ambroise Thomas, Luigi Ricci, Saverio Mercadante und ihm selbst herauszugeben; dazu ist es wohl nicht gekommen.
Verdi schätzte Piave, der ihm nicht weniger als 9 (mit Aroldo 10) Libretti lieferte, vor allem deshalb, weil er ein treuer Diener seines Herrn war. Was Verdi von ihm verlangte, setzte er umgehend ins Werk, hatte aber nicht die geistige Selbständigkeit und das Selbstbewusstsein, wirklich innovative, von literarischen und musikdramatischen Konventionen sich lösende Textvorlagen zu gestalten. Immerhin ermöglichte er jedoch Verdi, der die Revolution von 1848 in Paris miterlebt und sich deren Ideale und Zielsetzungen durchaus zu eigen gemacht hatte, die Vertonung gesellschaftskritischer Stoffe wie Rigoletto und La traviata (nicht zuletzt weil die Zensur in Venedig vergleichsweise liberal war). La Traviata ist übrigens die einzige Oper Verdis (und Piaves?), die in der damaligen Gegenwart spielte, ansonsten griff Piave gerne die damals in Mode gewesenen romantischen Stoffe von Lord Byron, Victor Hugo, Antonio García Gutiérrez usw. auf, die zumeist von ihrem gemeinsamen Freund Andrea Maffei erstmals in Italienische übersetzt worden waren.
Piave wurde von Verdi in den Briefen immer etwas herablassend behandelt, nicht selten – wegen seiner Behäbigkeit und Dickleibigkeit – fast verspottet.
Piave starb mit 65 Jahren und wurde mit Unterstützung Verdis auf dem Cimitero Monumentale in Mailand beigesetzt. Seine Gebeine ruhen heute in der Krypta des Famedio desselben Friedhofs.

## Werke (Auswahl)
(genannt sind Uraufführungsort und -jahr)
- Ernani für Giuseppe Verdi nach Hernani von Victor Hugo (Venedig 1844)
- I due Foscari für Giuseppe Verdi nach The Two Foscari von Lord Byron (Venedig 1844)
- Macbeth für Giuseppe Verdi nach Macbeth von William Shakespeare (Florenz 1847), unter Mitarbeit von Andrea Maffei von Verdi überarbeitet (Paris 1865)
- Il corsaro für Giuseppe Verdi nach The Corsair von Lord Byron (Triest 1848)
- Stiffelio für Giuseppe Verdi nach Le pasteur, ou L’évangile et le foyer von Émile Souvestre und Eugène Bourgeois (Triest 1850)
- Crispino e la comare für Luigi Ricci und Federico Ricci (die (einzige?) Opera buffa, Venedig 1850)
- Rigoletto für Giuseppe Verdi nach Le roi s’amuse von Victor Hugo (Venedig 1851)
- La traviata für Giuseppe Verdi nach La dame aux camélias von Alexandre Dumas d. J. (Venedig 1853)
- Simon Boccanegra für Giuseppe Verdi nach Simón Bocanegra von Antonio García Gutiérrez (Venedig 1857), überarbeitet von Arrigo Boito und Verdi (Mailand 1881)
- Aroldo für Giuseppe Verdi nach The Betrothed von Walter Scott und Harold, the Last of the Saxon Kings von Edward Bulwer-Lytton (Überarbeitung des Stiffelio, s. o., Rimini 1857)
- La forza del destino für Giuseppe Verdi nach Ángel de Saavedras Don Álvaro o la fuerza del sino und einer Szene aus Friedrich Schillers Wallensteins Lager (St. Petersburg 1862), Neubearbeitung von Antonio Ghislanzoni und Verdi (Mailand 1869)